# Josipa Lisac
Josipa Lisac (ur. 14 lutego 1950 w Zagrzebiu) – piosenkarka jugosłowiańska i chorwacka.

## Kariera muzyczna
Zaczęła śpiewać w zespole dziecięcym, działającym przy Radio-televizije Zagreb. W latach 60. była wokalistką zespołu Zlatni Akordi. W 1973 nagrała pierwszy solowy album Dnevnik jedne ljubavi, który okazał się wielkim sukcesem. Sukces potwierdził album Boginja wydany w 1987. W tym samym roku Josipa Lisac wystartowała w konkursie piosenkarskim Jugovizija – jugosłowiańskich preselekcjach do Konkursu Piosenki Eurowizji. Wykonała utwór Gdje Dunav ljubi nebo, zajmując 9. miejsce. W latach 80. występowała wspólnie z Momčilo Bajagiciem-Bajagą, a w latach 90. z Dino Dvornikiem.
W jej repertuarze znajdowały się utwory rockowe i jazzowe, ale także klasyczne bośniackie sevdalinki (Omer beže)

## Życie prywatne
Przez wiele lat związana z chorwackim wokalistą rockowym Karlo Metikošem (poznali się w 1971), który miał znaczący wpływ na jej twórczość. Po jego śmierci w 1991 artystka poświęciła mu dwa albumy, wydane w latach 1995 i 2007.

## Dyskografia
- 1973: Dnevnik jedne ljubavi
- 1974: Najveći uspjesi '68./ '73.
- 1975: Gubec-Beg (rock opera)
- 1976: Josipa Lisac & B.P. Convention Big Band International
- 1979: Made in USA
- 1980: Hir, hir, hir
- 1982: Lisica
- 1983: Hoću samo tebe
- 1987: Boginja
- 1987: Balade
- 1991: Live in Lap
- 1992: Čestit Božić
- 1993: Ritam kiše
- 1995: Koncert u čast Karla Metikoša
- 1997: Antologija (I-VIII)
- 1998: The Best of
- 2000: Život
- 2000: Live
- 2002: Live in Concert
- 2007: Koncert ljubavi u čast Karla Metikoša, DVD
- 2009: Živim po svome

## Nagrody i wyróżnienia
- 2009–2010: Nagroda Porin dla najlepszej wokalistki chorwackiej
- 2010: Nagroda Porin za najlepszy album chorwacki muzyki pop (Živim po svome)